# Grallaire du Tachira
Grallaria chthonia
Espèce
Statut de conservation UICN

 CR C2a(i,ii);D : 
En danger critique
La Grallaire du Tachira (Grallaria chthonia) est une espèce d'oiseaux de la famille des Grallariidae.

## Répartition
Cet oiseau est endémique de l'ouest du Venezuela.